# Gypsophila intricata
Gypsophila intricata är en nejlikväxtart som beskrevs av Adrien René Franchet. Gypsophila intricata ingår i släktet slöjor, och familjen nejlikväxter. Inga underarter finns listade i Catalogue of Life.